# We Belong
We Belong ist ein Lied von Pat Benatar aus dem Jahr 1984, das von Eric Lowen und Dan Navarro geschrieben wurde.

## Geschichte
We Belong wurde weltweit im Oktober 1984 veröffentlicht und erreichte in vielen Ländern die Top-20 der Charts. Nach der Veröffentlichung nominierte man den Hit für die Grammy Awards 1985, verlor aber gegen den Tina-Turner-Klassiker Better Be Good to Me.
We Belong ist 3:40 Minuten lang und erschien auf dem Album Tropico. Auf der B-Seite der Single  befindet sich das Lied Suburban King.
Der Song wurde mit Akustikgitarre, E-Gitarre und Schlagzeug gespielt. Im Hintergrund singt ein Kinderchor.

## Inhalt
Das Lied handelt von einer Frau in einer Beziehung, die zu scheitern droht, aber sie und ihr Partner fühlen sich noch zu sehr zueinander hingezogen, um loszulassen.

## Musikvideo
Im Musikvideo bietet Pat Benatar den Song mit einigen Studiomusikern dar, dabei wechselt der Hintergrund.

## Coverversionen
- 1985: Herlinde Grobe Nie mehr Angst (als Bianca)
- 1992: Rick Derringer
- 2009: The Bangles
- 2015: The Hextalls

## Bedeutung des Liedes in der Popkultur
- Das Lied wurde 2010 im Film Blue Valentine eingesetzt, um die festgefahrene Beziehung der beiden Hauptcharaktere zu verdeutlichen.
- Während einer Flashback-Szene in der ersten Episode der siebten und letzten Staffel von Nip/Tuck – Schönheit hat ihren Preis wurde das Lied eingesetzt.[6]
- Das Lied wurde in einer der letzten Szenen des Films Ricky Bobby – König der Rennfahrer aus dem Jahr 2006 verwendet.[7]
- Es wurde im Computerspiel Grand Theft Auto: Vice City Stories als Lied für den fiktiven Radiosender Emotion 98.3 genutzt.[8]
- 2006 war das Lied das musikalische Thema einer mehreren Millionen $ teuren Marketingkampagne für die Sheraton Hotels and Resorts.[9]
- Der Liedtitel ist der Name der Episoden 5 der Staffel 4 der Jugendfernsehserie Instant Star[10]
- 2006 erschien es als eines der letzten Lieder im Musical Priscilla Queen of the Desert zum Film Priscilla – Königin der Wüste.[11]
- Eine Coverversion wurde in einem Werbespot für United Way of America benutzt.[12]
- Das Lied wurde von Bethany Joy Lenz als Haley James-Scott in der Fernsehserie One Tree Hill in der Episode „Weeks Go By Like Days“ gecovert.
- Es wurde als Karaokenummer von Mindy Kaling als Kelly Kapoor während der Staffel 3 von Das Büro auf NBC benutzt.
- Es wurde von Kristen Alderson als Starr Manning und anderen in der Fernsehserie Liebe, Lüge, Leidenschaft in einer Musicalepisode gecovert.
- Im Jahr 2003 wurde das Lied in einer Eröffnungssequenz von  Saturday Night Live Salma Hayek vorgesungen, als die Ensemblemitglieder vorgaben, eine  Pat Benatar Coverband zu sein.